# Tebua Tarawa
Tebua Tarawa é uma ilha do Kiribati, sendo uma subdivisão de Tarawa. Atualmente está submersa devido a mudanças na corrente marítima e a alta das marés.